# Dominic Adiyiah
Dominic Adiyiah (Accra, 29 november 1989) is een Ghanees voetballer die als aanvaller speelt.

## Carrière

### Clubs
Op tienjarige leeftijd kwam Adiyiah terecht bij de Feyenoord Academy in zijn geboorteland Ghana. Na zeven jaar vertrok hij en ging hij spelen voor de Ghanese club Heart of Lions. Bij deze club maakte hij zijn debuut in de Ghanese Premier League en scoorde hij in zijn eerste seizoen dertien goals in 24 duels, waarmee hij tweede eindigde op de topscorerslijst. Aan het einde van dat seizoen kreeg hij een prijs als Most Exciting Player.
Na één seizoen vertrok Adiyiah weer bij Heart of Lions en kwam hij terecht in Noorwegen, waar hij ging spelen voor Fredrikstad FK. Tijdens het seizoen 2008 kwam hij slechts tot vier wedstrijden voor de club, maar hij maakte wel indruk op zijn trainer en mocht blijven. Het volgende seizoen speelde hij weer vier competitiewedstrijden, waarin hij weer nul keer scoorde. Tussendoor maakte hij ook nog zijn debuut in de Europa League tegen Lech Poznan.
In 2009 maakte Adiyiah indruk tijdens het wereldkampioenschap onder 20. Er kwamen geruchten over een transfer naar topclub AC Milan. De geruchten werden steeds duidelijker en uiteindelijk werden ze ook bevestigd door Adriano Galliani van AC Milan. Een paar dagen later werd de transfer afgerond en in januari 2010 kwam Adiyiah naar Italië. Nadat hij ook een Italiaanse werkvergunning had geregeld was hij speelgerechtigd voor zijn nieuwe club. De rest van het seizoen speelde hij echter nog niet voor Milan, waardoor hij nog steeds zijn debuut in de Serie A niet heeft gemaakt.
Gedurende seizoen de eerste periode 2010-2011 wordt hij verhuurt aan tweedeklasser Reggina Calcio.
Vanaf januari 2011 wordt Adiyiah verhuurd aan Partizan Belgrado. 22 juni werd bekend dat Adiyiah wordt verhuurd aan het Turkse Karşıyaka SK. Een team dat uitkomt in de tweede divisie. Begin 2012 wordt hij verhuurd aan Arsenal Kiev dat hem ook overneemt van Milan. In 2014 speelde hij voor FK Atyrau uit Kazachstan. In 2015 speelt hij in Thailand voor Nakhon Ratchasima.

### Internationaal
Op 30 maart 2008 maakte Adiyiah zijn debuut voor Ghana onder 20, tijdens een wedstrijd tegen Niger. In 2009 nam hij deel aan het Afrikaans jeugdkampioenschap, dat door Ghana gewonnen werd en hetzelfde jaar vond het Wereldkampioenschap onder 20 plaats in Egypte. Ghana won ook dit toernooi en Adiyiah won de Gouden Schoen als topscorer en werd benoemd tot beste speler van het toernooi.
Direct na het WK onder 20 maakte Adiyiah zijn debuut voor Ghana, tijdens een wedstrijd tegen Angola. In januari 2010, net na zijn transfer naar AC Milan, nam hij deel aan de Afrika Cup 2010, waar Ghana de finale haalde. In juni werd Adiyiah ook opgeroepen voor het Wereldkampioenschap. Hij speelde niet veel en kreeg zijn speeltijd vooral via invalbeurten. Tijdens de kwartfinale tegen Uruguay had hij wel een belangrijke rol. In de laatste minuut van de verlenging kopte Adiyiah de bal richting doel en voorbij doelman Muslera, maar de bal werd met de hand van de doellijn gehaald door Luis Suarez. Asamoah Gyan miste de daaropvolgende strafschop en Ghana werd via een strafschoppenserie uitgeschakeld. Adiyiah miste in deze reeks de beslissende strafschop, waarna Sebastián Abreu zijn land naar de halve finale schoot.

## Erelijst

### Individueel
- Most Exciting Player Ghanese Premier League
- Wereldkampioenschap U20 gouden bal: 2009
- Wereldkampioenschap U20 gouden schoen: 2009
- CAF talent van het jaar: 2009[6]

### Clubs
Frederikstad
- Tippeligaen: runner-up 2008

### Land
Ghana U20
- Afrikaans jeugdkampioenschap: 2009
- Wereldkampioenschap U20: 2009

Ghana
- Afrika Cup: runner-up 2010

## Statistieken
| Seizoen | Club                   | Competitie     | Wedstrijden | Doelpunten |
| ------- | ---------------------- | -------------- | ----------- | ---------- |
| 2006/07 | Feyenoord Fetteh       | First Division | 0           | 0          |
| 2007/08 | Heart of Lions         | Premier League | 24          | 13         |
| 2008    | Frederikstad           | Tippeligaen    | 4           | 0          |
| 2009    | Frederikstad           | Tippeligaen    | 4           | 0          |
| 2009/10 | AC Milan               | Serie A        | 0           | 0          |
| 2010/11 | → Reggina Calcio       | Serie B        | 13          | 1          |
| 2010/11 | → FK Partizan          | SuperLiga      | 6           | 0          |
| 2011/12 | → Karsiyaka SK         | 1.Lig          | 8           | 0          |
| 2011/12 | → Arsenal Kiev         | Premjer Liha   | 4           | 0          |
| 2012/13 | Arsenal Kiev           | Premjer Liha   | 26          | 4          |
| 2013/14 | Arsenal Kiev           | Premjer Liha   | 10          | 3          |
| 2013/14 | Atıraw FK              | Premjer-Liga   | 14          | 1          |
| 2014/15 | Nakhon Ratchasima F.C. | Thai League 1  | 28          | 6          |
| 2015/16 | Nakhon Ratchasima F.C. | Thai League 1  | 28          | 2          |
| 2016/17 | Nakhon Ratchasima F.C. | Thai League 1  | 31          | 10         |
| 2017/18 | Nakhon Ratchasima F.C. | Thai League 1  | 9           | 1          |
| Totaal  | Totaal                 | Totaal         | 209         | 41         |